# Volkenschwand
Volkenschwand är en kommun och ort i Landkreis Kelheim i Regierungsbezirk Niederbayern i förbundslandet Bayern i Tyskland.
Kommunen ingår i kommunalförbundet Mainburg tillsammans med kommunerna Aiglsbach, Attenhofen och Elsendorf.